# Haus Kaperberg 8

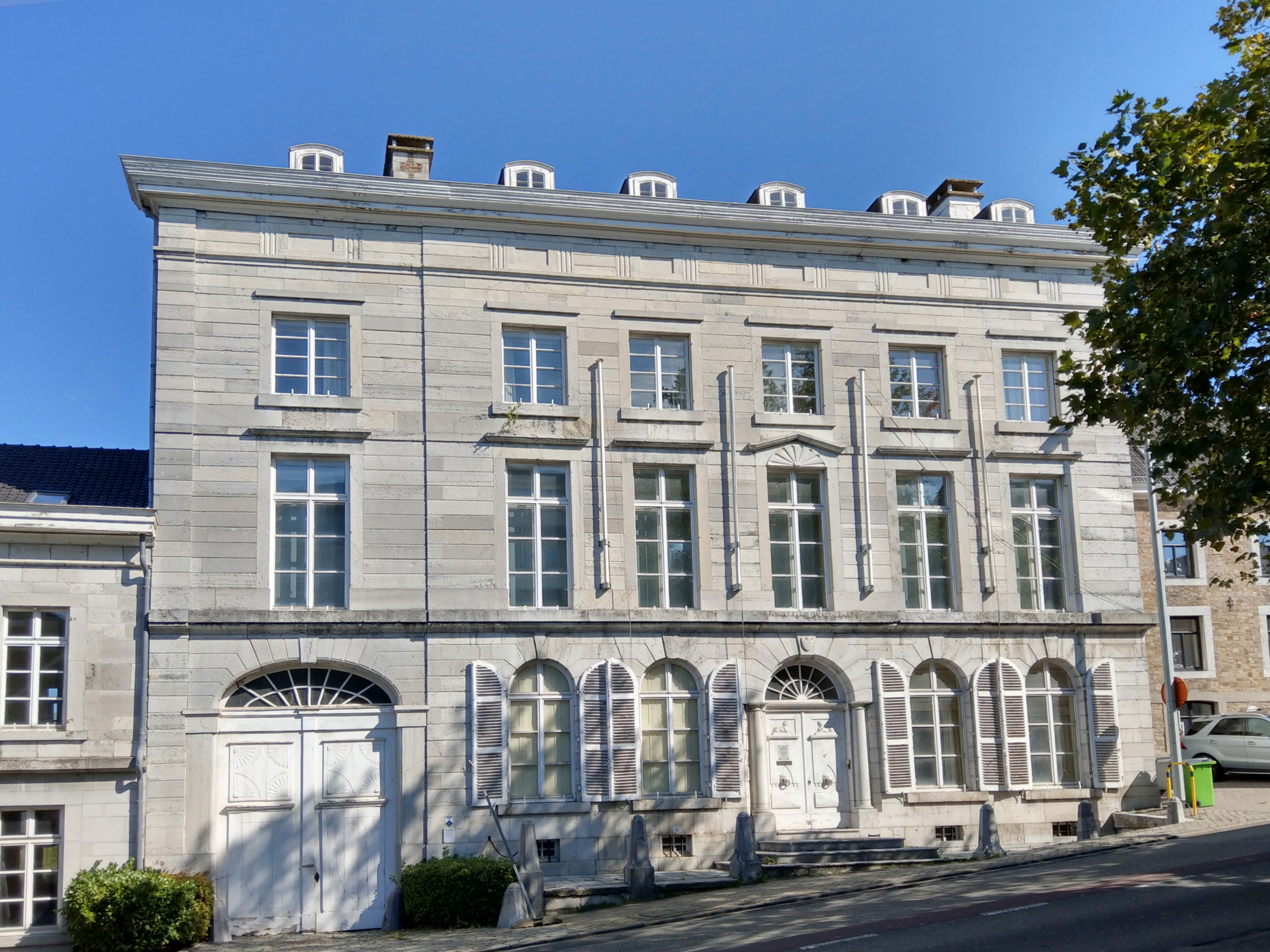
Haus Kaperberg 8

Das Haus Kaperberg 8, auch bekannt als Haus Sternickel, ist ein ehemaliges Bürgerhaus in Eupen in der Deutschsprachigen Gemeinschaft (DG) von Ostbelgien. Es wurde 1812  im Stil des Empire erbaut und 1983 unter Denkmalschutz gestellt. Der Gebäudekomplex war von 1973 bis 2013 Sitz des Parlaments der Deutschsprachigen Gemeinschaft und beherbergt seitdem das Staatsarchiv in Eupen.

## Geschichte
Der Bau des Hauses Kaperberg 8 wurde im Jahr 1812, als Eupen unter französischer Herrschaft stand, durch den Tuchfabrikanten Christian Bernhard Sternickel (1780–1855) veranlasst, dessen Eltern aus dem Kurfürstentum Sachsen ins Herzogtum Limburg eingewandert waren. Sein Gemeinschaftsunternehmen, die Tuchfabrik „Sternickel & Gülcher“, lief erfolgreich und entsprechend repräsentativ sollte dieses neue Bürgerhaus ausgestaltet werden. Auf dem Türsturz zum Keller ist noch heute sein Name eingraviert.
Nach dem Tod von Sternickel bewohnte seine Witwe Anna Elisabeth, geborene Gülcher, bis zu ihrem Tod im Jahr 1881 Haus Kaperberg 8. In den folgenden zehn Jahren sind die Besitzverhältnisse nicht eindeutig geklärt, es ist jedoch für das Jahr 1891 belegt, dass die Familie Wilhelm Peters (1857–1946) das Haus übernommen hatte. Im Jahr 1906 erwarb es Alfred von Grand Ry (1872–1943), der Direktor der Kammgarnwerke AG in Eupen-Unterstadt war und im Jahr 1933 durch Königlichen Erlass S. M. Albert I. in den belgischen Adelsstand erhoben wurde. Ab 1946 waren Baron Robert van der Straten-Waillet (1907–1976) und seine Gattin Magdalena von Grand Ry, die Tochter des Hauses, Besitzer des Anwesens, sie veräußerten es jedoch bereits 1950 an den Industriellen Jean-Marie Henri de Spa.
Dessen Witwe Emma, geborene Franck, verkaufte die Immobilie 1973 dem belgischen Staat, der darin das Parlament der Deutschsprachigen Gemeinschaft unterbrachte. Diese ließ zwischen 1977 und 1979 dort, wo einst Stallungen und das Gesindehaus standen, den hinteren Verwaltungstrakt errichten und 1990 den Plenarsaal vergrößern. Im Jahr 1994 wurde  das Haus an die Regierung der DG übertragen, die ihrerseits zwischen 2002 und 2004 das Amtszimmer des Präsidenten und des Generalsekretärs sowie die Empfangshalle modernisieren ließ.
Nach dem Umzug des Parlaments der DG in einen größeren Gebäudekomplex auf dem Kehrweg im Jahr 2013, wurde das Haus gemäß dem Regierungsbeschluss der DG vom 28. November 2019 wiederum dem belgischen Staat verkauft, der dieses seinerseits dem Staatsarchiv in Eupen, das bereits seit 1989 im benachbarten Haus Rehrmann-Fey seinen Hauptsitz hatte, für seine Erweiterungspläne zur Verfügung stellte.

## Baucharakteristik

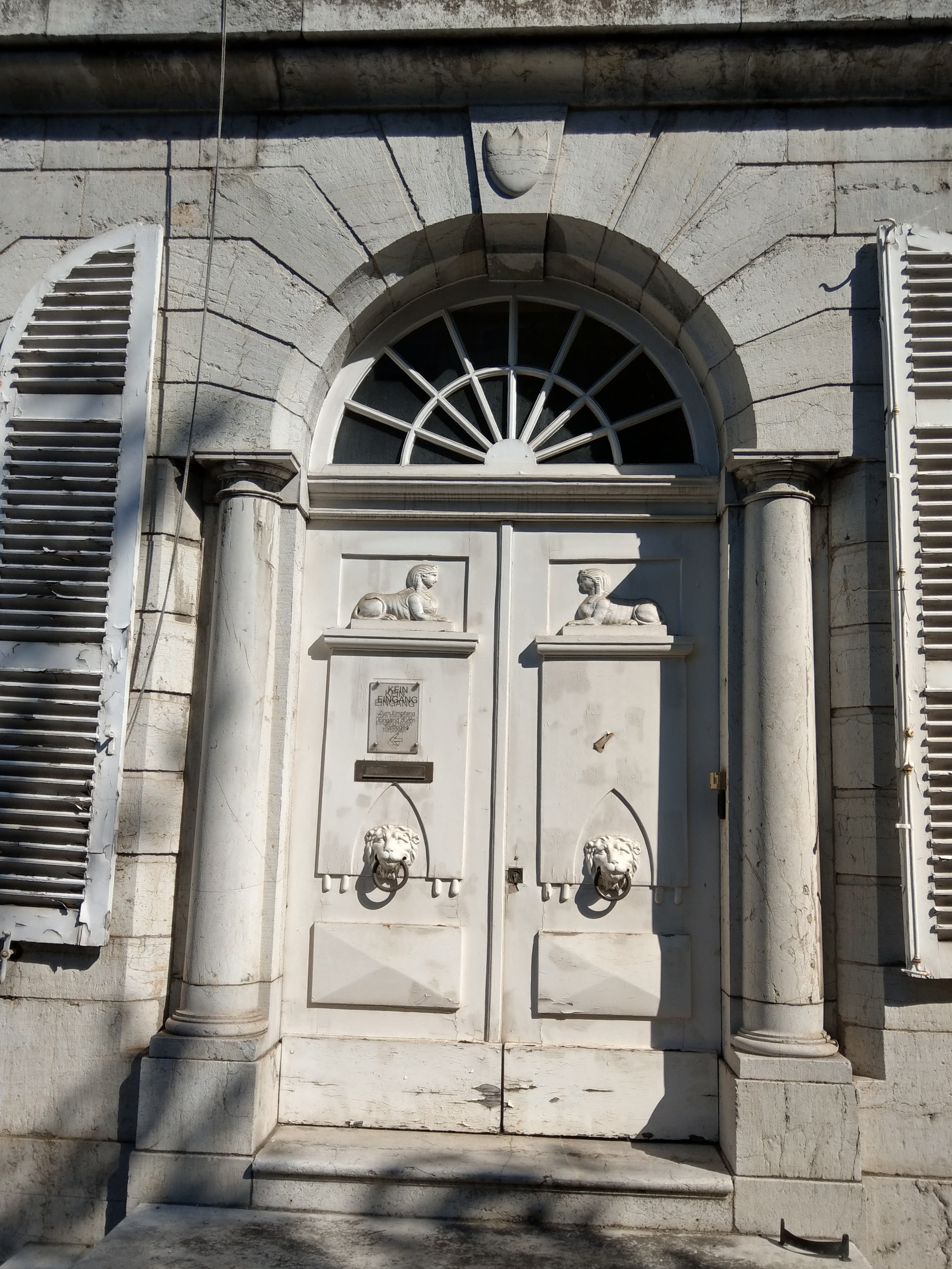
Eingangsportal

Bei dem Gebäude handelt es sich um ein sechsachsiges zweieinhalbgeschossiges Haus, das über einem stark vorstehenden und profilierten Holzgesims mit einem Satteldach abgedeckt ist, in dem sechs kleine Dachgauben eingelassen sind. Das Haus ist aufgebaut auf einem breiten glatten Sockel mit kleinen Kellerluken, der die starke Neigung der Straße ausgleicht. Der Sockel bildet straßenseitig durch seine beiden Abstufungen zwei rechteckige Terrassenfelder, die mit jeweils drei kurzen konischen polygonalen Prellsteinen abgeriegelt sind. Er besteht wie die gesamte Straßenfassade des Hauses aus glattem querrechteckigem Blaustein.
Die linke, mit Eckquadern hervorgehobene erste Achse ist verbreitert und dient der großen Tordurchfahrt mit hervorgehobenen Stützen und seitlichen Prellsteinen. Dieses flachbogige Tor ist ausgestattet mit einer weißen verzierten Doppelflügeltür und mit einem Oberlicht aus einfachen Sprossenfenstern in Strahlenform.
Die fünf rechten Achsen gliedern sich symmetrisch um die Mittelachse, in der über eine dreistufige Freitreppe der rundbogige Haupteingang eingelassen ist. Seine Gewände sind seitlich mit jeweils einer aufgesetzten, halbrunden dorischen Säule sowie oberhalb mit einem gewölbten Wappenschild im Schlussstein versehen. Der Türdurchgang selber besteht aus zwei geschmückten Empiretürflügeln, über denen ebenfalls ein Oberlicht mit Sprossenfenstern in Strahlenform aufgesetzt ist.
Im Erdgeschoss sind die vier hohen Rundbogenfenster mit Sohlbänken und Verschlägen versehen. Die Grenze zum ersten Obergeschoss wird durch ein kräftiges Gesims gebildet, das zugleich insgesamt die Funktion von Sohlbänken für die dortigen fünf rechteckigen und hohen Fenster übernimmt, wobei das Mittelfenster zudem mit einem flachen Giebel mit einem Fächermotiv geschmückt ist. Der Übergang zum zweiten halben Obergeschoss wird durch ein dünnes Gesims angedeutet. Die dortigen kleineren Rechteckfenster sind durch hervorgehobene Sohlbänke und Fensterstürze hervorgehoben. Zwischen diesem Geschoss und dem hölzernen Dachgesims verläuft ein weiteres profiliertes Gesims mit blinden Zwischenfeldern und Triglyphen.
Die Rückfassade zeigt sich mit zementierten Ziegeln, einfacheren Fenstern und einem vorstehenden nicht zentralen Fenstergiebel für den Lastenaufzug sowie mit einem Ochsenauge im Bereich des Dachgesimses.